# Ai Weiwei
 (février 2024).
 (août 2023).
Si vous disposez d'ouvrages ou d'articles de référence ou si vous connaissez des sites web de qualité traitant du thème abordé ici, merci de compléter l'article en donnant les références utiles à sa vérifiabilité et en les liant à la section « Notes et références ».
Pour les articles homonymes, voir Ai et Weiwei.
Dans ce nom chinois, le nom de famille, Ai, précède le nom personnel.
Ai Weiwei (chinois : 艾未未 ; pinyin : Ài Wèiwèi), né le 28 août 1957 à Pékin est à la fois sculpteur, photographe, voyageur, architecte, commissaire d'exposition, blogueur chinois et militant.
Il est le fils du poète et intellectuel Ai Qing (1910-1996), et demi-frère du peintre Ai Xuan. Il est marié à l'artiste Lu Qing (en). Il a un fils, Ai Lao.
Ai Weiwei est un artiste majeur de la scène artistique indépendante chinoise. Il est connu internationalement pour son art et ses performances artistiques provocantes et politiques. Il est la figure de l'opposition au pouvoir et l'emblème de la liberté d'expression en Chine. Il est l’un des 303 intellectuels chinois à avoir signé la Charte 08, et a ouvertement critiqué la position du gouvernement chinois sur la démocratie et les droits de l'homme. En tant qu’architecte, il a été conseiller artistique pour le cabinet d'architecture suisse Herzog & de Meuron lors de la réalisation du stade national de Pékin construit pour les Jeux olympiques d'été de 2008.
Il a été arrêté par la police en 2011, officiellement pour évasion fiscale, et libéré sous caution 81 jours plus tard. Dès lors, il reste en liberté conditionnelle, mais ne peut pas quitter Pékin sans autorisation. Après avoir récupéré son passeport chinois le 22 juillet 2015, il quitte la Chine pour s'installer avec sa famille à Berlin, en Allemagne, puis en 2019, à Cambridge, au Royaume-Uni. Depuis fin 2019, il vit à Montemor-o-Novo, ville portugaise située dans le district d'Évora, région de l'Alentejo.

## Biographie

### Premières années
Né à Pékin, le 28 août 1957, Ai Weiwei passe les premières années de son enfance et de son adolescence dans les conditions de vie difficiles imposée à sa famille par la révolution culturelle.
Son père est le poète et intellectuel Ai Qing, qui fut qualifié de « droitiste » lors de la campagne des Cent Fleurs après certaines remarques critiques vis-à-vis du régime. Il est envoyé, en 1958, avec sa femme Gao Ying et ses enfants dans un camp de travail et de rééducation, tout d'abord dans une ferme forestière de Beidahuang dans la province de Heilongjiang, à l'extrême Nord-est du pays.
Deux ans plus tard, en 1960, la famille est envoyée dans le Nord-ouest de la Chine, au milieu du désert de Gobi, à Shihezi, dans la province du Xinjiang. Weiwei y vit jusqu'à l'âge de 17 ans, tandis que son père subit toutes les humiliations publiques possibles, dans sa rééducation politique en pleine révolution culturelle.

### La vie étudiante à Pékin
En 1976, la famille peut rejoindre le Printemps de Pékin. En 1978, il est accepté à l'université de cinéma de Pékin, où il étudie avec Chen Kaige et Zhang Yimou. Il participe au mur de la Démocratie du quartier de Xidan, vers décembre 1978, et la condamnation de son animateur Wei Jingsheng à 15 ans de prison, dégoûte littéralement Ai Weiwei de la politique et de la justice.
En 1979, il fonde avec d'autres (Huang Rui, Ma Desheng, Li Shuang, Wang Keping, Zhong Acheng…) le groupe d'avant-garde « Les Étoiles ». Ses œuvres seront incluses dans les expositions anniversaires des Étoiles : « The Stars : Ten Years, 1989 » (Hanart Gallery, Hong Kong et Taipei) et l'exposition rétrospective au Today Art Museum de Pékin « Origin Point, 2007 ».

### New York (1981-1993)
Dès 1981, grâce à un réseau de relations, il part aux États-Unis, principalement à New York, où il est étudiant à la Parsons The New School for Design, qu'il délaisse rapidement, vivant de petits métiers comme charpentier ou peintre en bâtiment et créant un milieu fertile avec les Chinois exilés dans son appartement du East Village.
Il devient l'ami du poète de la Beat Generation, Allen Ginsberg et l'admirateur de l’œuvre de Marcel Duchamp, « parce qu'il a changé la situation de l'art et les opinions des autres sur l'art ». À cette époque, il réalise beaucoup de photographies de New York et du West Side, lance des performances artistiques et crée de l'art conceptuel en modifiant des objets ready-made.
En 1987, Ai prend une part active à la fondation de la Chinese United Overseas Artists Association, dont le siège est à New York. Ai a joué un rôle majeur au sein du mouvement de l'East Village, premier collectif d'art expérimental.
Après les manifestations de la place Tian'anmen et leur dénouement tragique le 4 juin 1989, Ai Weiwei participe à une grève de la faim de huit jours devant le bâtiment des Nations unies avec un collectif appelé Solidarity for China.

### Retour à Pékin
En 1993, son père étant malade, Ai revient s'installer à Pékin.
À partir de 1994, il lance avec Feng Boyi, un critique et commissaire d'exposition indépendant, une série de publications underground connues sous l'appellation Les livres du drapeau rouge (The red flag books). Certaines de ces publications ont alors une influence décisive dans les milieux artistiques chinois. C'est le cas en particulier de trois livres sur des artistes expérimentaux, Black Cover Book (1994), White Cover Book (1995) et Gray Cover Book (1997), qui font découvrir les œuvres et les personnages fondamentaux de l'art à un public chinois avide de connaissance.
Depuis, il produit un travail très iconoclaste, à la fois malicieux, destructeur et profond se consacrant à la culture classique chinoise et à l'environnement populaire occidental, il s'attache à la représentation du système politique centralisé et des contradictions de la modernité. Ai est entouré en permanence d'artistes et d'autres acteurs.

### FAKE Design
Ai Weiwei a assez rapidement découvert l'architecture et le design et participe activement à la création de sa résidence le Studio House en 1999, inspirée par une photographie de la Stonborough House de Paul Engelmann et Ludwig Wittgenstein à Vienne puis en 2000 le nouvel espace de la galerie China Art Archives and Warehouse (CAAW), première galerie et archive d'art contemporain en Chine, qu'il a contribué à créer en 1998.
En colère contre la Chine, il réalise en l'an 2000, l'exposition « Fuck off » avec la photo de son doigt d'honneur dirigé contre Tian'anmen (littéralement « porte de la Paix céleste »), située sur la place du même nom, se positionnant désormais comme anti-Pékin, antigouvernement et anticommuniste.
Dans Paysages provisoires, une série de photos réalisées entre 2002 et 2005, Ai tente de présenter la réalité sociale et urbaine de la Chine, et veut témoigner « du capitalisme anarchique qui se développe et des contradictions de la modernité. Les hutongs (ruelles du vieux Pékin) ont disparu pour ériger de nouveaux bâtiments, sans respect de l'histoire ni de la culture. Ces paysages marquent la fin de l'ancien temps et l'avènement des temps nouveaux ».
Il crée en 2003 le studio d'architecture FAKE Design à Caochangdi (en), employant 19 personnes (en 2010). Ce studio a réalisé par exemple le Yiwu South Riverbank (Jinhua, 2002), les 9 Boxes-Taihe Complex (Pékin, 2004), ou le Gowhere Restaurant (Pékin, 2004).
En 2007, le projet « Fairytale » (« Conte de fées ») avait pour but de faire venir à l'exposition de la Documenta de Cassel en Allemagne, 1 001 Chinois, ce qui était utopique car il était très difficile pour un Chinois d'obtenir un visa de sortie.

### Berlin (2015-2019)
Après avoir été privé de visa pendant quatre ans, il se rend le 30 juillet 2015 à Munich en Allemagne pour y retrouver son fils. En 2019, il part vivre avec sa famille à Cambridge au Royaume-Uni, mais garde son studio à Berlin.
Début 2016, il installe une œuvre d'art dans un hall du magasin parisien Le Bon Marché.

### Portugal
Depuis fin 2019, il vit avec son fils de 11 ans à Montemor-o-Novo, ville portugaise située dans le district d'Évora, région de l'Alentejo. De juin à novembre 2021, son exposition Rapture est présentée au musée de la Cordoaria Nacional, à Belém, un quartier de Lisbonne.

## Œuvres

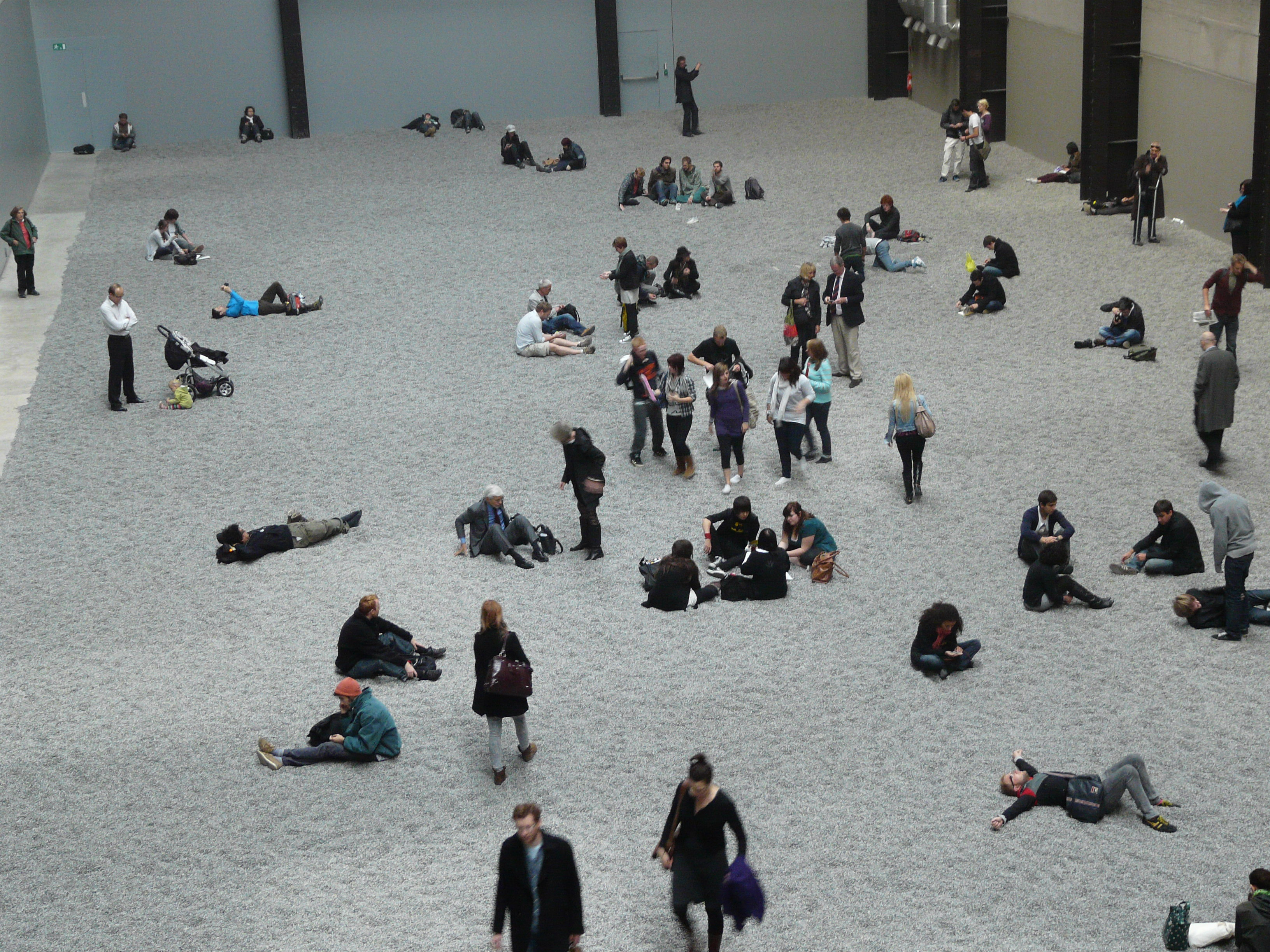
Sunflower Seeds au Turbine Hall de la Tate Modern, octobre 2010.
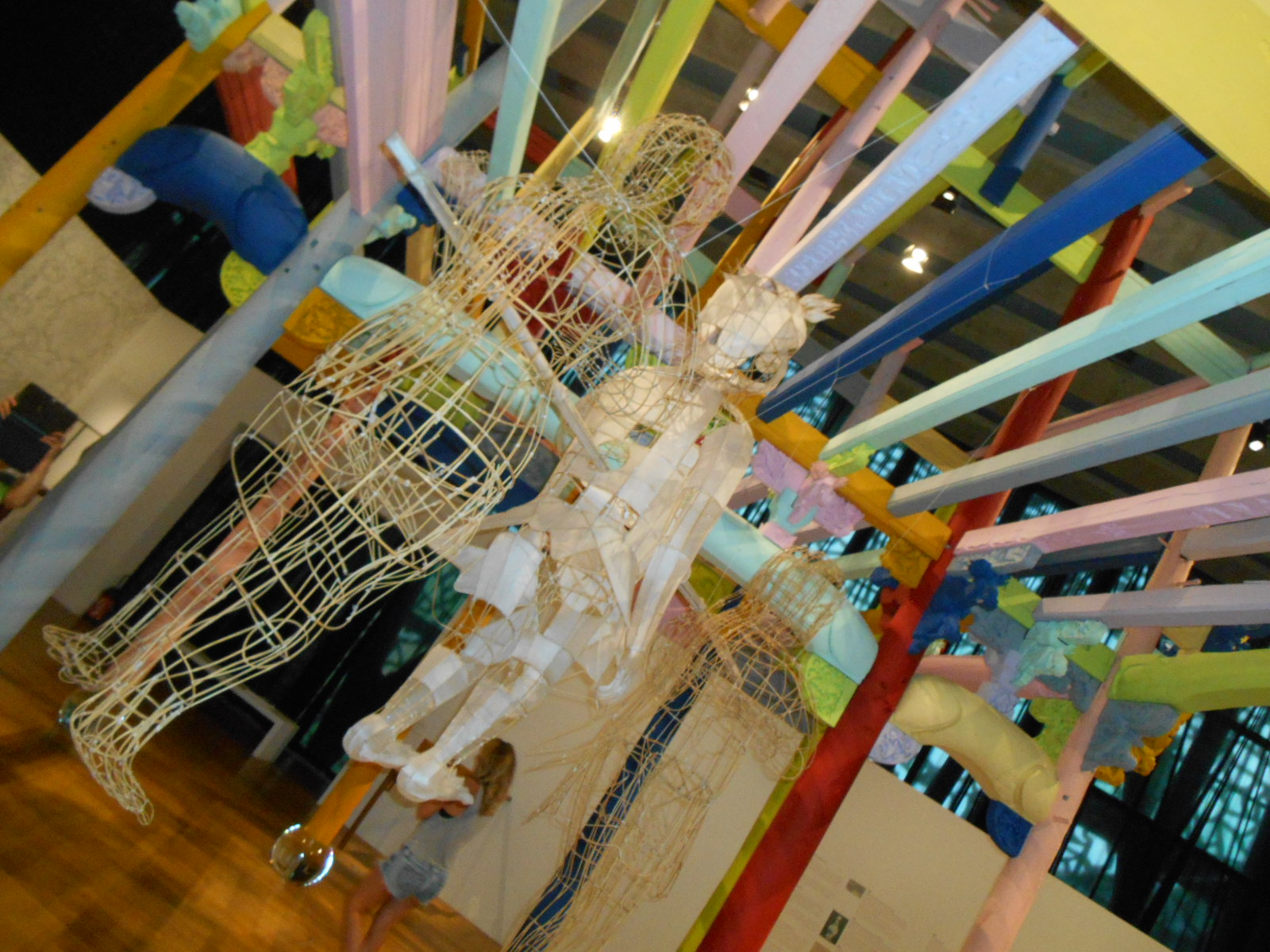
Colored House.
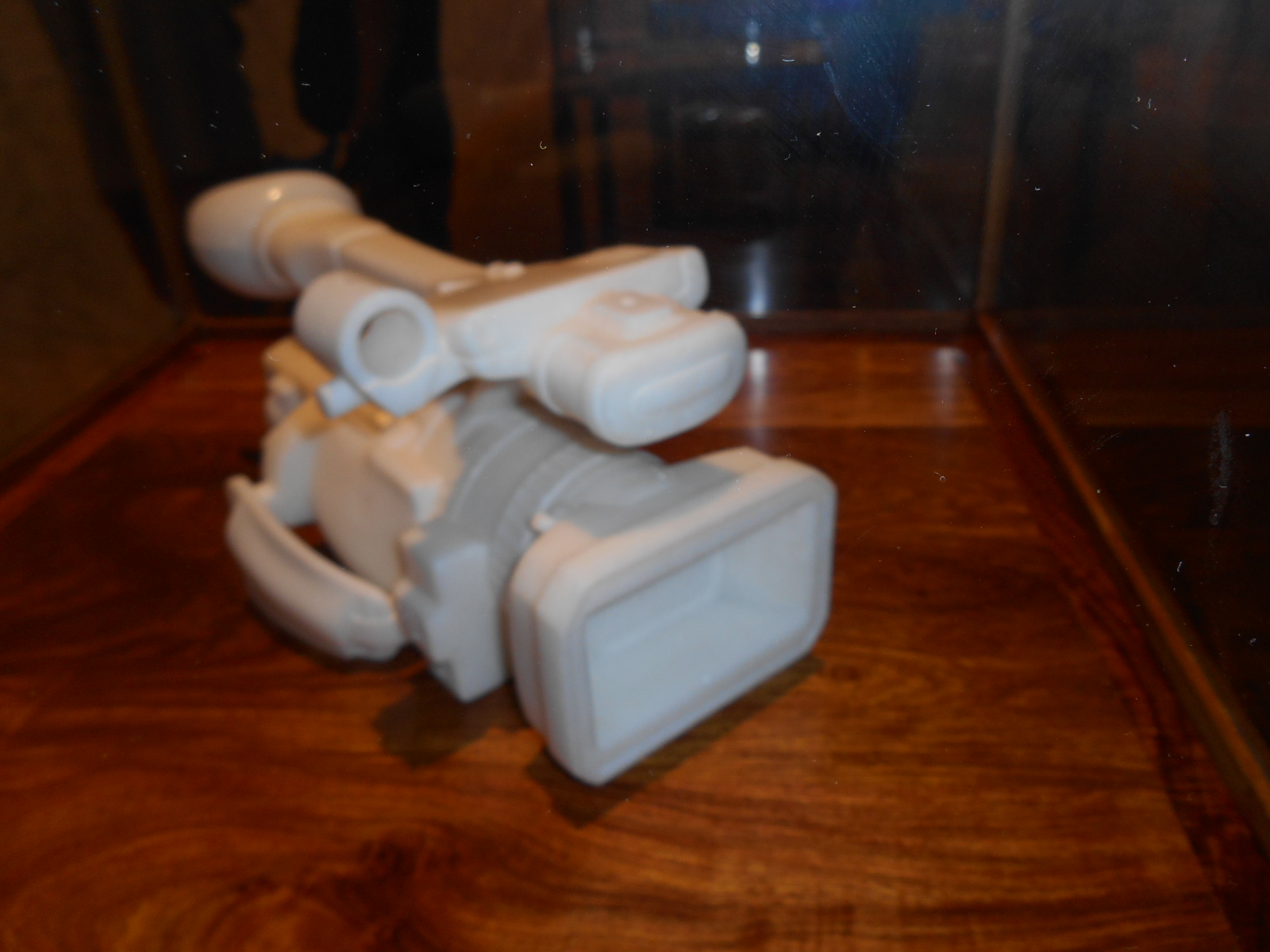
Symbole de sa résidence surveillée.
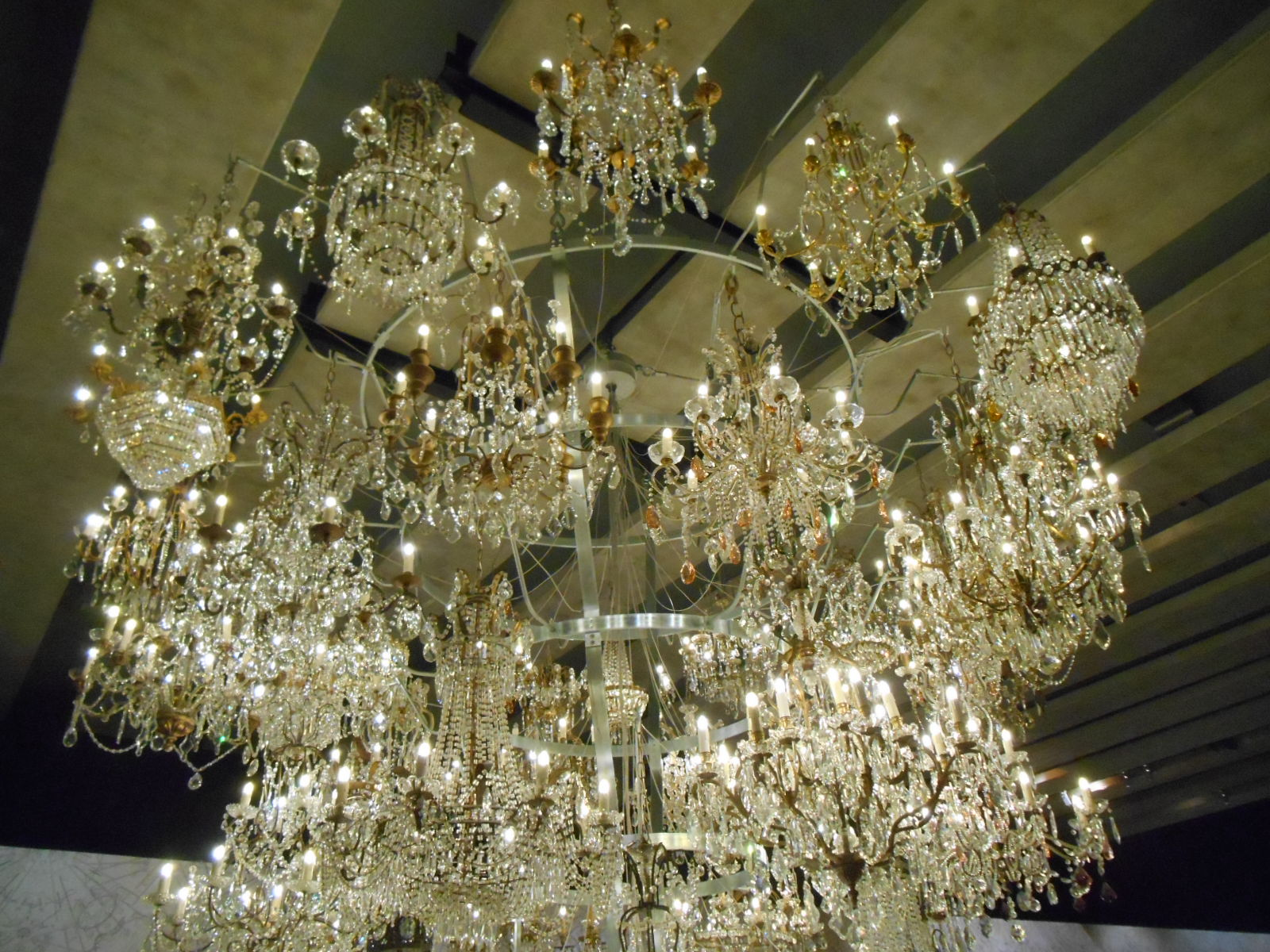
Lustre d'Ai Weiwei.

## Expositions
Les œuvres d'Ai Weiwei ont été exposées aux États-Unis, au Royaume-Uni, en Belgique, en Italie, en Allemagne, en Autriche, en France, en Espagne, en Tchéquie, en Suisse, en Australie, en Chine, en Corée et au Japon.
Il a participé à la 48e Biennale de Venise en 1999 (Italie) ; à la First Guangzhou Triennial de 2002 (Chine) ; à la Biennale de Sydney de 2006, Zones of Contact, (Australie) ; et à la documenta 12 de Cassel (Allemagne).
En tant qu'organisateur : Fuck Off (avec Feng Boyi), Shanghai, Chine, 2000.
Récemment, une exposition intitulée Résistance et tradition a été organisée à Séville en Espagne, dans l'ancien monastère de la Cartuja (du 31 janvier au 30 juin 2013).

### Expositions personnelles
- Disposition, Zitelle & Église Saint-Antonin, Venise, événement collatéral de la Biennale de Venise, du 29 mai au 15 septembre 2013[18]
- Ai Weiwei, translocation - transformation, 21er Haus, Wien (Vienne/Autriche), 14.07 - 20.11.2016
- Ai Weiwei, Libero, Palazzo Strozzi, Florence, 23.09.2016 - 22.01.2017
- Ai Weiwei, D’ailleurs, c’est toujours les autres, Lausanne 22.09.2017 au 28.01.2018[19]
- Ai Weiwei, In search of humanity, Albertina Modern, Wien (Vienne/Autriche), du 16.03 au 4.09.2022
- En 2023-2024, l'exposition Ai Weiwei : In Search of Humanity, se tenant au Kunsthal à Rotterdam (Pays-Bas) lui est consacrée[20]
- Who am I ?, Palais Fava, Bologne (Italie), du 21 septembre 2024 au 4 mai 2025[21]

### Expositions collectives
- 2024 : Beauté fragile : photographies de la collection Sir Elton John et David Furnish, rassemblant plus de 300 photographies de 140 photographes, couvrant la période de 1950 à nos jours. Elles relatent l'histoire de la photographie moderne et contemporaine, explorent des thèmes tels que la mode, le reportage, le portrait de célébrités, le corps masculin et la photographie américaine, avec des œuvres de nombreux artistes contemporains, parmi lesquels notamment Diane Arbus, Richard Avedon, Lewis Baltz, William Eggleston, Bruce Davidson, Nan Goldin, Peter Hujar, David LaChapelle, Herman Leonard, Sally Mann, Robert Mapplethorpe, Zanele Muholi, Herb Ritts, Cindy Sherman, Alec Soth ou encore Ai Weiwei, Victoria and Albert Museum, South Kensington, Londres, du 18 mai 2024 au 5 janvier 2025 [22],[23],[24]

### Sunflower Seeds
Une de ses œuvres récentes les plus célèbres est l'installation Sunflower Seeds (Graines de tournesol) présentée dans le cadre des « Unilever Series », du 10 octobre 2010 au 2 mai 2011, au musée Tate Modern de Londres. L'œuvre est constituée de plusieurs millions de représentations de graines de tournesol ; elle joue avec une métaphore célèbre de Mao Zedong où le peuple chinois devait se tourner vers lui comme les tournesols vers le soleil. Cette sculpture, selon le mot choisi par la Tate Modern pour présenter l'œuvre, est constituée de petites porcelaines peintes une à une, à la main, par près de 1 600 artisans et ouvriers de la ville de Jingdezhen (dont la porcelaine est historiquement l'activité économique principale et qui traverse une crise de l'emploi sans précédent) et installées sur 1 000 m2 du hall sur lesquelles pouvaient initialement se déplacer les visiteurs.

### Le stade national de Pékin
Entre 2005 et 2008, Ai Weiwei conçoit avec les architectes Herzog et de Meuron le stade principal des jeux olympiques de Pékin, dit « le Nid d'oiseau », cependant quelques mois après son achèvement, il appellera au boycott des jeux de 2008.

### Aï Weiwei: Entrelacs
Le musée du jeu de Paume, à Paris, a exposé Aï Weiwei : Entrelacs du 21 février au 29 avril 2012. À l'occasion de cette exposition, le journaliste Vincent Huguet, dans l'hebdomadaire Marianne du 7 au 13 avril 2012, s'interroge sur l'artiste engagé et son œuvre. Dans son article, intitulé Les croûtes de la révolte, il rappelle que « pour un artiste si maltraité, avoir été invité par le gouvernement à concevoir le stade olympique de Pékin, avec les architectes suisses Herzog et Meuron, est pour le moins contradictoire, même s'il appelle au boycott des Jeux en 2008 ». Vincent Huguet s'inquiète du « décalage entre l'œuvre médiatique du personnage et la pauvreté artistique des œuvres exposées » au Jeu de paume. S'il reconnaît que les photographies exposées « ont une valeur documentaire », il affirme que « plastiquement et artistiquement, elles n'ont à peu près aucune qualité », pointant du doigt la série intitulée Études de perspective, « où l'on voit un doigt d'honneur devant la Maison Blanche, l'Opéra de Sydney, San Marco à Venise ou la tour Eiffel ».

### Ai Weiwei, Fan-Tan
De juin à novembre 2018, le Musée des civilisations de l’Europe et de la Méditerranée (MuCEM) de Marseille présente une exposition donnant une perception de l'ensemble de son œuvre. L'artiste a accepté cette exposition car, explique Emmanuelle Jardonnet, son père, Ai Qing, a 19 ans, en 1929, lorsqu'il débarque à Marseille. Ai Weiwei reste marqué par une enfance où il a vu son père, de retour en Chine, chargé des tâches des plus humiliantes, victime de la révolution culturelle il fut exilé et déporté dans un camp. La commissaire de l'exposition Judith Benhamou-Huet, précise qu'Ai Weiwei est « un artiste complet, dans le même esprit qu’Andy Warhol : il crée à la fois des formes – c’est un héritier des artistes surréalistes et de Marcel Duchamp – mais investit aussi de nouveaux domaines, comme les médias sociaux, où il est très efficace. Il est un pont entre la culture occidentale et la culture chinoise, même s’il s’est opposé de manière évidente au gouvernement chinois. ».

### AI Weiwei, Raiz-Weiwei
Du samedi 20 octobre 2018 au 20 janvier 2019, à Sao Paulo, l'artiste rassemble à l'Espace Oca, sur 4 étages et sur 8000m², 70 de ses oeuvres. La pièce maitresse présentée est monumentale et a pour nom : Straight. Elle est présentée pour la première fois dans son intégralité. Composée de 164 poutres d'acier prises dans les décombres des écoles détruites par le puissant séisme qui a fait 87000 morts en 2008 dont de nombreux enfants. A travers cette oeuvre, Ai Weiwei dénonce les défaillances des infrastructures des écoles, alors que certains bâtiments administratifs n'ont pas subi les mêmes dommage. Cette mise en lumière des défaillances du Régime communiste et ses conséquences le conduiront à être emprisonné durant 81 jours, avec une interdiction de quitter la Chine pendant quatre années

## Activité politique
En 2007, il est invité par le portail Sina à tenir un blog. Ai comprend vite le potentiel de ce nouveau média. Lorsqu'en mai 2008, a lieu le tremblement de terre du Sichuan, où les bâtiments s'effondrent si facilement, Ai Weiwei, qui est architecte et connaît les normes antisismiques, se révolte et lance une enquête citoyenne. Quelque 200 bénévoles parcourent la région sinistrée pour retrouver les noms des enfants disparus, leur prénom et leur âge. Au bout d'un an, une liste de 5 335 personnes est publiée par le gouvernement. Ai rend hommage à ces enfants avec Remembering, une installation de 9 000 sacs à dos.
En juin 2009, aux prises avec la censure entourant toute tentative de commémorer le massacre de la place Tiananmen, il met en ligne un poème intitulé ironiquement Oublions. Ai exprime sur twitter ses opinions sur Tian'anmen, le Tibet, la police secrète… Sur le net, il est surnommé « Ai Welai », littéralement « celui qui aime l'avenir ». En représailles, les autorités ferment ses comptes sur le net chinois, des hommes de main le passent à tabac et détruisent son nouvel atelier de Shangaï. Son blog, hébergé par Sina, est fermé malgré ses 13 millions d'abonnés.
Le 3 décembre 2010, Ai Weiwei, qui souhaitait rejoindre la Corée du Sud, indique que la police a refusé sa sortie du territoire chinois car il mettait alors « en danger la sécurité nationale ». Il analyse ainsi cette interdiction : « la police et les autorités aux frontières augmentent leurs efforts pour empêcher des membres éminents de la société civile chinoise de voyager à l'étranger à l'approche de la cérémonie du prix Nobel de la paix » attribué au Chinois Liu Xiaobo, actuellement emprisonné.
Ai WeiWei a été sélectionné par le site Sina.com dans la liste visant à élire l'« artiste de l'année » en dépit du gouvernement chinois.
Le 3 avril 2011, Ai Weiwei, en partance pour Taipei, via Hong Kong, est interpellé par la police à l'aéroport international de Pékin avant qu'il ne puisse prendre un avion. Son atelier et son domicile sont fouillés et des ordinateurs sont confisqués le même jour, alors que la Chine voit la plus large répression qu'elle ait connue depuis dix ans, commencée en février 2011. Accusé d'évasion fiscale, il est mis au secret et disparaît. Le 17 avril 2011 une manifestation de soutien s'est tenue à Hong Kong pour demander « la libération de ce militant des droits de l'homme ». En mai 2011, Li Xianting (en) et Zhang Yihe écrivent un essai pour soutenir Ai Weiwei : Ai Weiwei est un artiste créatif.
Le 15 mai 2011, l'artiste a pu brièvement rencontrer sa femme dans le lieu secret où il est détenu. Suivant le témoignage de celle-ci, Ai Weiwei n'a subi aucune forme de torture de la part des autorités chinoises et il a aussi reçu les soins demandés par son état de santé (diabète et hypertension).
Ai Weiwei, défendu par l'avocat Pu Zhiqiang, est libéré sous caution, annonce, le 22 juin, la police pékinoise, selon le site de l'agence officielle Xinhua. Ai Weiwei faisait l'objet d'une enquête pour crime économique, qui a conclu « à une importante évasion fiscale par la société Fake, que l'artiste contrôle, et à la destruction intentionnelle de pièces comptables. » La libération sous caution est décidée « du fait de la reconnaissance par Ai Weiwei de ses infractions, en considération de son état de maladie chronique, et de son intention répétée de rembourser au fisc les sommes manquantes ». Il voit cependant sa liberté de parole et d'intervention limitée, comme condition de sa libération. Selon Laetitia Cénac, il aurait cependant subi une cinquantaine d'interrogatoires et aurait été obligé d'enregistrer autant d'autocritiques devant la caméra. La solidarité mondiale des internautes et des musées a permis de récolter plus d'un million d'euros soit un montant supérieur à l'amende. Depuis les autorités l'accusent de pornographie, alléguant l’œuvre Le Tigre et les huit seins sur laquelle Ai Weiwei pose nu sur une chaise traditionnelle, entouré de quatre jeunes femmes dévêtues.
En 2013, Ai Weiwei est devenu l'ambassadeur de l'association Reporters sans frontières,, et a offert cent de ses photos pour créer un album papier et numérique, dont les bénéfices permettent de financer des projets de défense de la liberté de l'information,. Toujours en 2013, il conçoit la couverture de l'ouvrage de Tsering Woeser concernant l'auto-immolation de 125 Tibétains entre 2009 et 2013. Woeser rapporte ses propos sur le sujet : « Le Tibet fait subir un interrogatoire extrêmement sévère à la Chine, aux droits humains de la communauté internationale et aux normes de la justice. Personne ne peut y échapper ni ne peut l’esquiver. Actuellement, le déshonneur et la honte frappent tout le monde. ».
Au cours de l'année 2015, Ai Weiwei se rend sur l'île de Lesbos pour montrer le quotidien des migrants et des réfugiés qui transitent par l'île grecque. Il partage ses photos avec sa communauté, notamment au moyen du réseau social Instagram. Au cours de ce voyage, il fait état de son souhait de créer un mémorial, afin de garder la mémoire des individus qui ont péri en mer.
En 2016, il fait fermer son exposition à Copenhague en signe de protestation contre la décision du gouvernement danois de confisquer les objets de valeur des réfugiés. La même année, il fait recouvrir les colonnes du Konzerthaus de Berlin de gilets de sauvetage récupérés sur les plages grecques et ayant été utilisés par des migrants pour traverser la Méditerranée. Il a aussi monté l'installation F Lotus dans les Jardins du Belvédère à Vienne, pour attirer l'attention sur cette problématique. La photo d'Ai Weiwei étendu sur une plage de Lesbos, mimant la posture du petit Aylan Kurdi noyé en 2015, a suscité de vives réactions. Certains l'accusent de vouloir attirer l'attention, mais l'artiste cherche surtout à dénoncer l'inaction face au drame des réfugiés malgré l'émoi suscité par la photo d'Aylan. Depuis, des centaines d'autres enfants sont morts noyés en Méditerranée. Ai Weiwei veut choquer par cette image forte pour relancer le débat et pousser à l'action, au-delà des simples discours et promesses des politiques. Son geste provocateur vise à rappeler l'urgence de la situation que la photo d'Aylan n'a pas suffi à résoudre
En 2021, à la suite de la fermeture de son compte en banque, l'artiste dénonce une manipulation supplémentaire du Crédit suisse rappelant son financement durant la Seconde Guerre mondiale d'un contingent de 12 000 anciens nazis en Argentine via un compte estimé à 35 milliards d'euros, spoliés à des familles juives.
En 2022, il déclare qu'à maints égards les Chinois sont plus libres que les Occidentaux.

## Distinctions
- Membre de l'Académie des arts de Berlin (élu le 7 mai 2011)[58],[59]
- Première position dans le classement « Power 100 » de la revue d'art contemporain ArtReview en 2011. Selon le journal : « Son militantisme a rappelé comment l'art peut atteindre un large public et se connecter au monde réel. »[60]
- Prix Ambassadeur de la conscience 2015 reçu conjointement avec la chanteuse Joan Baez. Ce prix est décerné par l'ONG Amnesty International à des personnes ayant défendu et amélioré la cause des droits humains et fondamentaux au cours de leur vie[61]
- Prix Cornell-Capa décerné en 2012 par le Centre international de la photographie

## Publications
- Ai Weiwei, Ai Weiwei: Sunflower Seeds, TATE Publishing, 2010, 144 p. (ISBN 978-1854378842)
- Ai Weiwei, Ai Weiwei's Blog: Writings, Interviews, and Digital Rants, 2006-2009, MIT Press, 2011, 320 p. (ISBN 978-2-916583-05-1)
- Illustration de l'ouvrage de Tsering Woeser Immolations au Tibet - La Honte du monde, préface Robert Badinter, éditions Indigènes, 2013.
- Ai Weiwei, t. 43, Reporters sans frontières (RSF) / édition illustrée, coll. « 100 photos pour la liberté de la presse », 12 septembre 2013, 132 p. (ISBN 978-2362200205)[62].
- Ai Weiwei, Dans la peau de l'étranger. En guise de manifeste, Actes Sud, 2020 (ISBN 978-2330137410)
- Ai Weiwei (trad. Louis Vincenolles), 1 000 ans de joies et de peines, Buchet-Chastel, 2022 (ISBN 2283034647)

## Films
- Ai Weiwei: Never Sorry : film documentaire américain réalisé par Alison Klayman en 2012
- Enquête vidéo sur l'affaire Qian Yunhui réalisée par Ai Weiwei. Le documentaire d'une durée de 1 heure et 42 minutes a été posté sur YouTube en 2013. Selon Ai Weiwei, il est impossible de connaître les circonstances exactes de la mort de Qian Yunhui, car « en Chine, la vérité n'existe pas »[63]
- Human Flow : film documentaire réalisé par Ai Weiwei et co-produit par Participant Media (USA), AC Films et Ai Weiwei Studio (Allemagne), sorti en 2017
- Coronation (en) : documentaire sur le confinement de Wuhan[64]
- Ai Weiwei: L'art de la Dissidence: film documentaire français réalisé par Caroline Benarrosh en 2024 produit par France Télévision 52 min